# Udo Steiner
Udo Steiner (* 16. September 1939 in Bayreuth) ist ein deutscher Rechtswissenschaftler und ehemaliger Hochschullehrer. Er war von 1995 bis 2007 Richter des Bundesverfassungsgerichts.
Steiner wuchs in Franken auf. Nach dem Abitur 1958 in Erlangen nahm er das Studium der Rechtswissenschaften in Erlangen, Saarbrücken und Köln auf.
Steiner wurde in Erlangen 1965 mit einer Arbeit zum Thema Verfassunggebung und verfassunggebende Gewalt des Volkes promoviert; 1972 folgte die Habilitation mit dem Thema Öffentliche Verwaltung durch Private.
Ab 1973 war Steiner Universitätsprofessor für Öffentliches Recht an den Universitäten in Erlangen, Göttingen, Bielefeld und Regensburg, von 1976 bis 1977 Dekan der Juristischen Fakultät in Bielefeld und von 1988 bis 1990 Dekan der Juristischen Fakultät in Regensburg. In den Jahren 1976 bis 1979 war Steiner zudem im Nebenamt als Richter am Oberverwaltungsgericht tätig. Steiner ist seit 1967 verheiratet und hat vier Kinder.
Ab dem 13. Oktober 1995 gehörte Steiner dem ersten Senat des Bundesverfassungsgerichts an und lehrt weiterhin an der Universität Regensburg. Mit Ablauf des 30. September 2007 endete wegen Erreichung der Altersgrenze von 68 Jahren seine Amtszeit am Bundesverfassungsgericht. Zu seinem Nachfolger wurde Ferdinand Kirchhof gewählt.
Zum 1. Februar 2008 wurde er von der Deutschen Bahn AG zum Ombudsmann für die Opfer und Hinterbliebenen von Eisenbahnunfällen ernannt. Er folgt in dieser Funktion Otto Ernst Krasney, der nach dem ICE-Unglück von Eschede ab 1998 diese Funktion ausübte. Seit 2008 ist er Vorsitzender des Ständigen Schiedsgerichts für Vereine und Kapitalgesellschaften der Lizenzligen der Fußball-Bundesliga. Er ist Mitbegründer und Herausgeber der seit 1994 erscheinenden Zeitschrift für Sport und Recht.
Im September 2019 gehörte er zu den etwa 100 Staatsrechtslehrern, die sich mit dem offenen Aufruf zum Wahlrecht Verkleinert den Bundestag! an den Deutschen Bundestag wandten.

## Auszeichnungen
- 2007: Großes Verdienstkreuz mit Stern und Schulterband
- 2008: Bayerischer Verdienstorden